# Rhyacophila aquitanica
Rhyacophila aquitanica är en nattsländeart som beskrevs av Mclachlan 1879. Rhyacophila aquitanica ingår i släktet Rhyacophila och familjen rovnattsländor. Utöver nominatformen finns också underarten R. a. carpathica.